# Relaciones transversales

Las relaciones transversales pueden utilizarse para determinar las edades relativas de los estratos rocosos y otras estructuras geológicas. Explicaciones: A - estratos rocosos plegados cortados por una falla de empuje; B - gran intrusión (que atraviesa A); C - inconformidad angular erosiva (que corta A y B) sobre la que se depositaron los estratos rocosos; D - dique volcánico (que atraviesa A, B y C); E - estratos rocosos aún más jóvenes (que recubren C y D); F - falla normal (que atraviesa A, B, C y posiblemente E).

La relación transversal es un principio de la geología que establece que el elemento geológico que corta a otro es el más joven de los dos. Es una técnica de datación relativa en geología. Fue desarrollado por primera vez por el geólogo pionero danés Nicolás Steno en Dissertationis prodromus (1669) y posteriormente formulado por James Hutton en Teoría de la Tierra (1795) y desarrollado por Charles Lyell en Principios de geología (1830).

## Tipos
Existen varios tipos básicos de relaciones transversales:
- Las relaciones estructurales pueden ser fallas o fracturas que atraviesan una roca más antigua.
- Las relaciones intrusivas se producen cuando un plutón ígneo o dique se intruye en rocas preexistentes.
- Las relaciones estratigráficas pueden ser una superficie erosional (o inconformidad) corta a través de capas de roca más antiguas, estructuras geológicas u otros rasgos geológicos.
- Las relaciones sedimentológicas se dan cuando las corrientes han erosionado o arrastrado los sedimentos más antiguos de una zona para producir, por ejemplo, un canal lleno de arena.
- Las relaciones paleontológicas se dan cuando la actividad de los animales o el crecimiento de las plantas producen un truncamiento.  Esto ocurre, por ejemplo, cuando las madrigueras de los animales penetran en depósitos sedimentarios preexistentes.
- Las relaciones geomorfológicas pueden darse cuando un rasgo superficial, como un río, fluye a través de un hueco en una cresta de roca. En un ejemplo similar, un cráter de impacto excava en una capa subsuperficial de roca.

Las relaciones transversales pueden ser de naturaleza compuesta. Por ejemplo, si una falla estuviera truncada por una discordancia, y esa discordancia estuviera cortada por un dique. Sobre la base de estas relaciones transversales compuestas, puede verse que la falla es más antigua que la discordancia, que a su vez es más antigua que el dique. Utilizando este razonamiento, se puede comprender mejor la secuencia de los acontecimientos geológicos.

## Escala

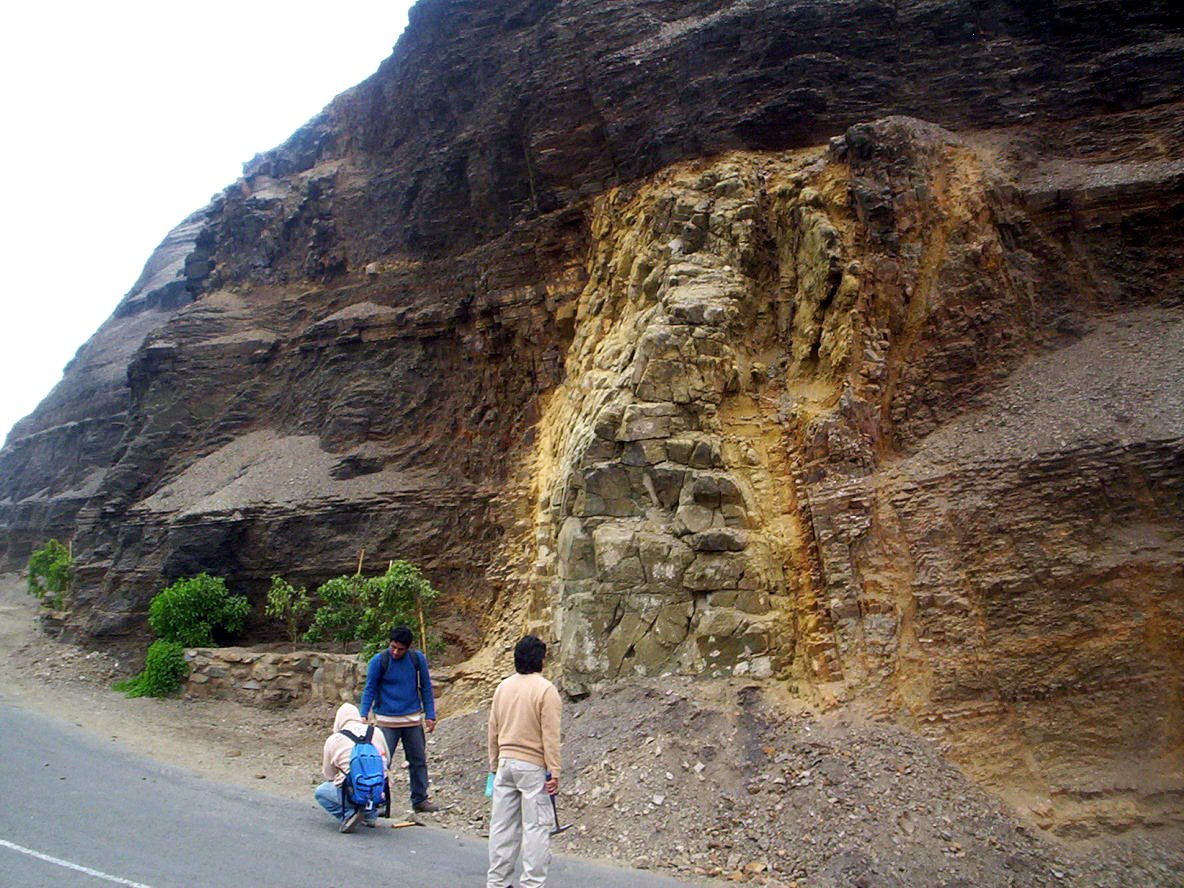
Relaciones transversales que implican un dique andesítico en Perú que corta los estratos sedimentarios inferiores. Tanto el dique como los estratos inferiores están cortados por una inconformidad

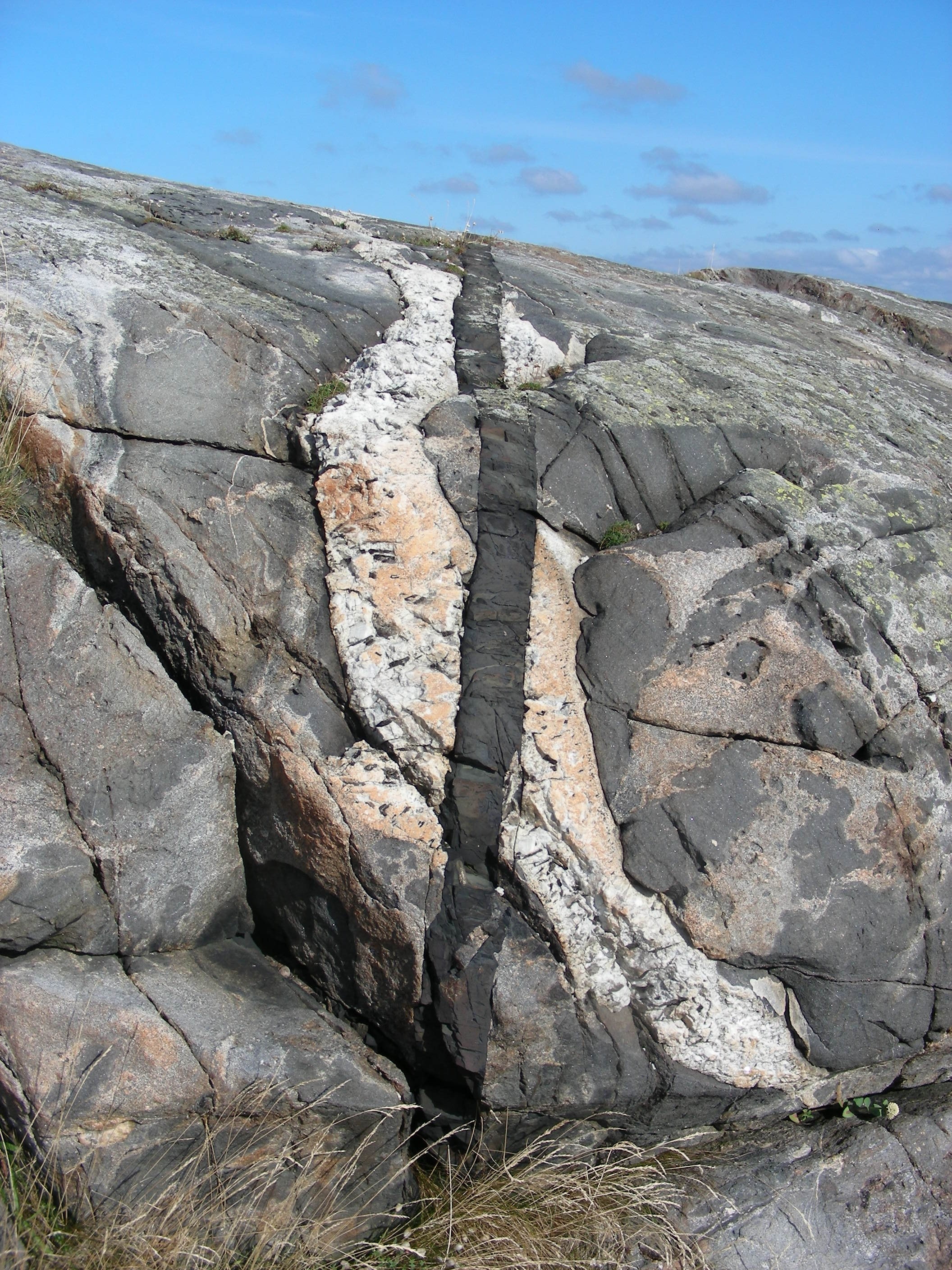
Una intrusión ígnea de color gris claro en Suecia cortada por un dique de pegmatita blanca más joven, que a su vez está cortado por un dique de diabasa negra aún más joven

Las relaciones transversales pueden verse de forma cartográfica, megascópica y microscópica. En otras palabras, estas relaciones tienen varias escalas. Una relación transversal cartográfica puede parecerse, por ejemplo, a una gran falla que diseca el paisaje en un mapa grande. Las relaciones transversales megascópicas son rasgos como los diques ígneos, mencionados anteriormente, que se verían en un afloramiento o en una zona geográfica limitada. Las relaciones transversales microscópicas son las que requieren un estudio con lupa u otro tipo de escrutinio minucioso. Por ejemplo, la penetración de una concha fósil por la acción perforadora de un organismo perforador es un ejemplo de este tipo de relación.

## Otros usos
Las relaciones de corte transversal también pueden utilizarse junto con la datación radiométrica para establecer una franja de edad para los materiales geológicos que no pueden datarse directamente mediante técnicas radiométricas. Por ejemplo, si una capa de sedimento que contiene un fósil de interés está limitada en su parte superior e inferior por inconformidades, donde la inconformidad inferior trunca el dique A y la superior trunca el dique B (que penetra en la capa en cuestión), se puede utilizar este método. Una fecha de edad radiométrica procedente de los cristales del dique A dará la fecha de edad máxima para la capa en cuestión y, del mismo modo, los cristales del dique B nos darán la fecha de edad mínima. Esto proporciona una franja de edad, o rango de edades posibles, para la capa en cuestión.